# Zbrodnie w Derażnem
Zbrodnie w Derażnem – zabójstwa polskich mieszkańców miasteczka Derażne, położonego w powiecie kostopolskim województwa wołyńskiego II RP dokonane w latach 1942–1943 przez Ukraińców, w tym członków ukraińskiej policji pomocniczej oraz Ukraińskiej Powstańczej Armii. 
W 1941 roku okupacyjne władze niemieckie powołały w Derażnem posterunek policji ukraińskiej. Polaków spotykały ze strony policjantów rozmaite prześladowania.
Dwukrotnie (w I kwartale i w listopadzie 1942) w Derażnem pojawiały się antyniemieckie ulotki i plakaty, kolportowane prowokacyjnie przez Ukraińców. O ich rozpowszechnianie oskarżono Polaków. Wskutek tego za pierwszym razem aresztowano proboszcza Michała Dąbrowskiego i organistę, a w drugim przypadku byłego kierownika szkoły Walentego Dykę z Michałówki i byłego wójta Pawła Dawidowicza z Perełysianki. Wszyscy zostali rozstrzelani.
Do kolejnej zbrodni policjantów ukraińskich doszło 16 lipca 1942 roku, gdy rozstrzelano kilkunastu Polaków z Derażnego. W listopadzie 1942 zabili oni także mieszkańca Pendyków Wesołowskiego.
Od lutego 1943 roku rozpoczęły się w Derażnem pogromy Polaków przeprowadzane przez ukraińskich nacjonalistów z OUN i UPA. Najczęściej porywano pojedyncze osoby i mordowano je. Pierwszym mordem było uprowadzenie i zabicie 22 lutego 1943 geodety Lubomira Drohomireckiego, członka polskiej konspiracji. Do największego pogromu doszło 20 marca 1943 roku. Upowcy chodzili od domu do domu zabijając spotkanych Polaków. Zabito kilka rodzin, w tym małżeństwo Wołoszynów z jedenaściorgiem dzieci. Dzięki podjętym środkom ostrożności (warty, wzajemne ostrzeżenia), część Polaków zdołała zbiec przed napadem. Uczestnicy pogromu, wśród których byli także cywile, oprócz zabójstw dopuszczali się również grabieży polskiego mienia.
Po tym pogromie do Derażnego przybyli Polacy z Pieńków i Pendyków pomagając urządzić pogrzeb pomordowanym. Ofiary w pośpiechu chowano bez trumien w prześcieradłach. W Derażnem pozostali pojedynczy Polacy, których później systematycznie zabijano. W maju 1943 roku zabito także Ukraińca Olejnika, nauczyciela, który był zwolennikiem pokojowego współżycia z Polakami. Z Polaków w Derażnem przeżył jedynie ślusarz Torżewski, którego oszczędzono ze względu na jego fach.
Władysław i Ewa Siemaszko szacują, że w latach II wojny światowej w Derażnem ukraińscy policjanci na służbie niemieckiej oraz członkowie UPA zabili około 70 Polaków i 1 Ukraińca.